# Biscutella scaposa
Biscutella scaposa är en korsblommig växtart som beskrevs av fader Sennen och Mach.-laur. Biscutella scaposa ingår i släktet Biscutella och familjen korsblommiga växter. Inga underarter finns listade i Catalogue of Life.